# Кабінет революційного мистецтва Заходу
Кабінет революційного мистецтва Заходу (рос. Кабинет революционного искусства Запада) — відділ колишньої Державної академії художніх наук (ГАХН), що існував в місті Москва. Першим головою кабінету був науковець і мистецтвознавець Греч Олексій Миколайович, репресований і розстріляний 4 квітня 1938 р.

## Історія
Державна академія  художніх наук (ГАХН) заснована  1921  року в Москві на тлі ентузіазму перебудови старого, царського режиму у щось нове, ініційоване більшовиками в соціально-політичній сфері. Був створений і статут закладу, де зазначено що академія (ГАХН) «вищий науковий заклад, котрий має на меті  всебічне дослідження всіх видів мистецтв та художньої культури» (§ 1 статуту).
Завданням академії було шляхом аналізу вивчення окремих мистецтв  поєднати мистецтвлзнавчі науки на трьох головних напрямках: 
- социологічному,
- психофізичному
- філософському.

Дослідження перехрещувались з працею декількох секцій, серед яких музична, образотворча, театральна, декоративна, літературна.

## Головні відділи

Кравченко Олексій Ілліч. Екслібрис мистецької бібліотеки ГАХН, дереворит 1925 р.

Академія ворисла із первісно невеличкої наукової комісії московських фахівців та за декілька років переросла у новий науковий інститут з низкою відділків та секцій. Державна академія  художніх наук (ГАХН) мала
- наукову бібліотеку
- фотокабінет
- кінокабінет
- психофізичну лабораторію
- хореографічну лабораторію тощо.

За короткий термін академія (ГАХН) створила власну наукову бібліотеку у більш ніж 100 000 примірників.
Відділком академії (ГАХН) був і Кабінет революційного мистецтва Заходу з власною бібліотекою, архівом автографів та збіркою творів мистецтва ( листи письменників Ромена Роллана та Анрі Барбюса, Бехера, Толлера, графіка Франса Мазереля, Кете Кольвіц, Бела Вітца та ін.)  Першим головою кабінету був науковець і мистецтвознавець Греч Олексій Миколайович, репресований і розстріляний 4 квітня 1938 р.

## Виставка революційного мистецтва Заходу 1926 р.

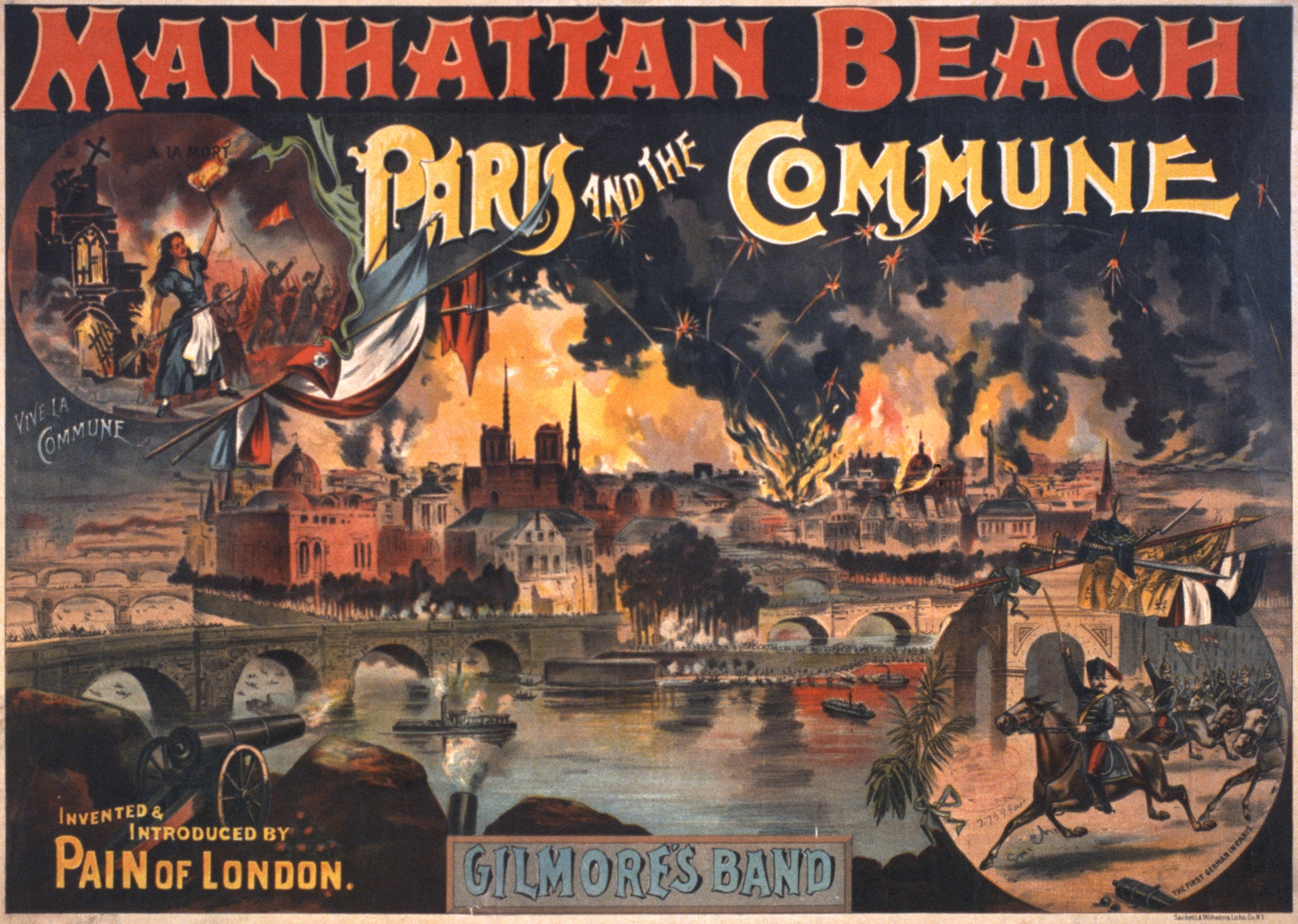
Профанація подій і значення Паризької комуни. «Реклама феєрверку Париж і комуна» в парку розваг на Коні Айленд, друкарська фірма Sackett & Wilhelms Litho. Co. Манхеттен Біч. Нью-йорк, 1891 р.

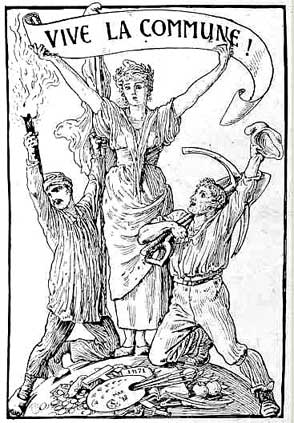
Англієць Волтер Крейн (Walter Crane 1845—1915). «Хай живе Комуна !». 1887 р.

Означений Кабінет діяльно сприяв 1926 року організації виставки «Революційне мистецтво Заходу» в Москві. Був складений перелік прихильників в країнах Європи та в Сполучених Штатах реформаторсько-революційних подій в більшовицькій Росії.  Вони та члени художніх товариств отримали запрошення на участь у виставці в Москві. Відгукнулась низка художників, котрі надіслали більш ніж 3 000 експонатів, серед яких листування, портрети, автографи, графіка Стейнлейна, видавнича продукція друкарень Clarté та  Malik Verlag тощо. 
Академія (ГАХН) друкувала власне періодичне видання — журнал «Мистецтво» («Искусство») . Власні періодичні видання мали також окремі секції ( російською — «Художественный фольклор», «Современная музыка» «Гравюра и книга», «Бюллетени Академии»).
Академія (ГАХН) проіснувала шість років і була ліквідована.

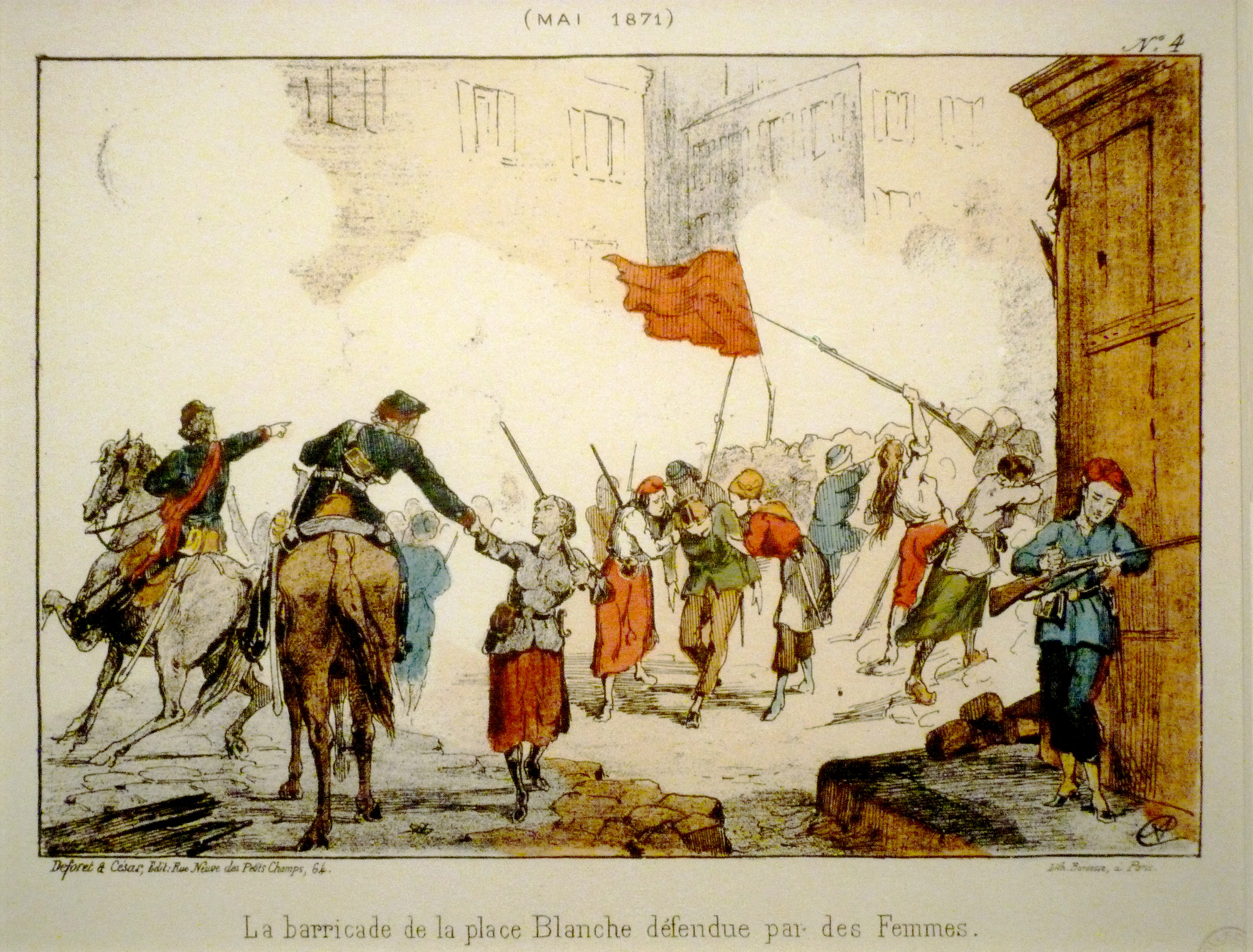
Невідомий літограф. «Барикада на площі Бланш. Жінки підтримують повсталих». 19 ст. Музей Карнавале, Париж.
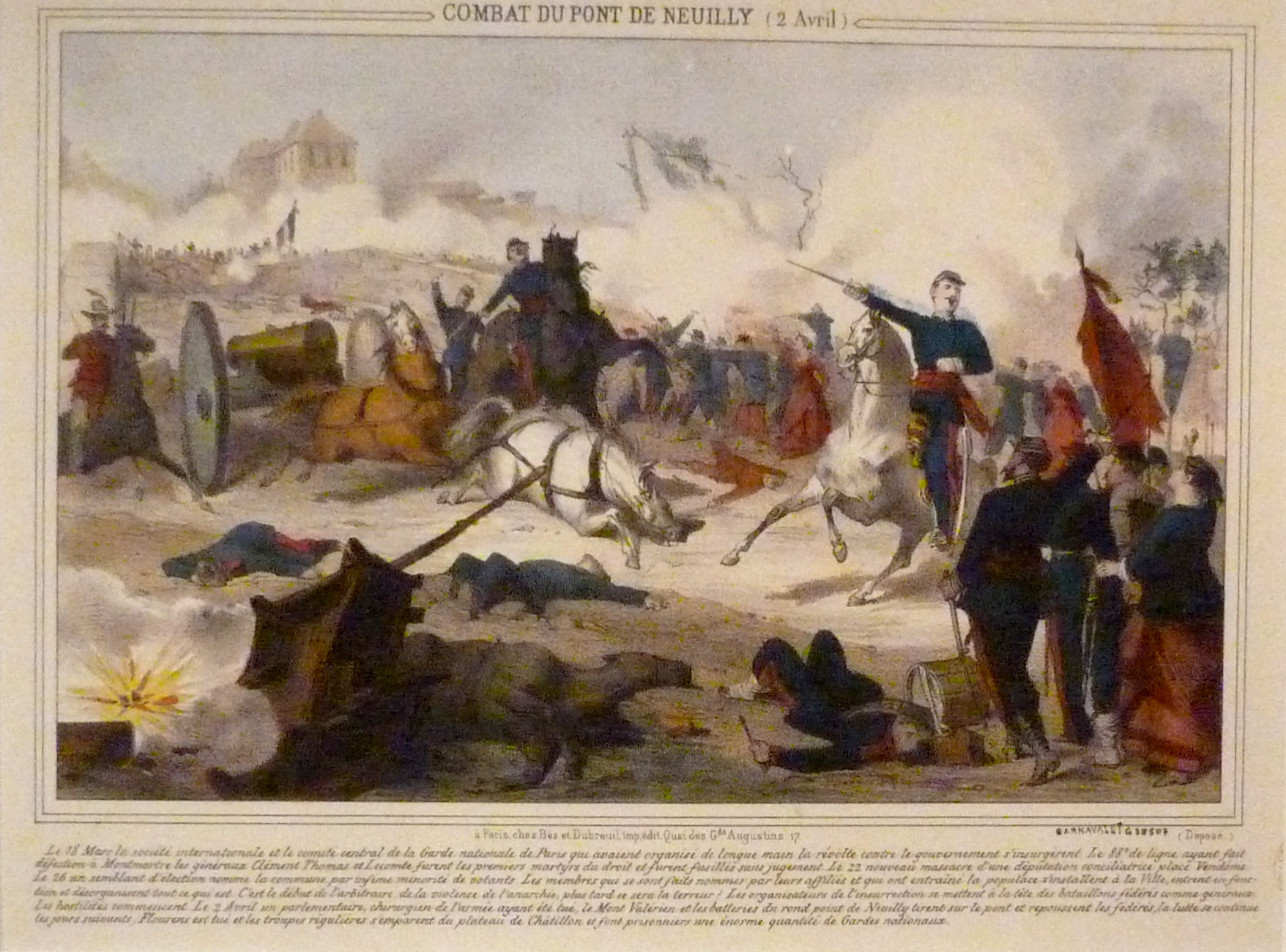
Невідомий літограф. «Паризька комуна. Бій біля мосту Нейї». 19 ст. Музей Карнавале, Париж.
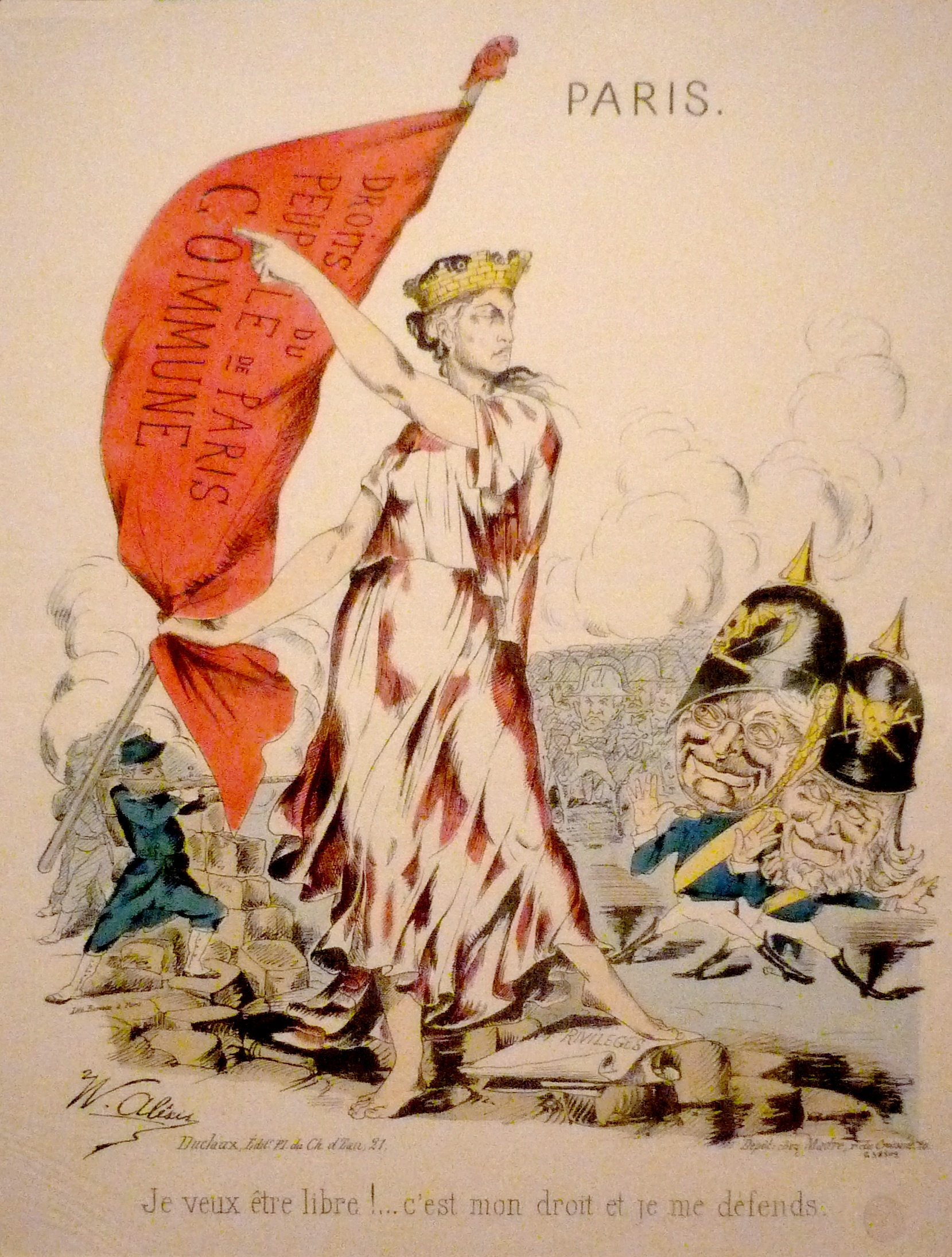
Кольорова літографія «Паризька комуна. Прагну бути вільною !», 1871 рік, Фонд Музея Карнавале, Париж.